# Космос-29
Космос-29 — советский космический спутник Земли, запущенный в космос 25 апреля 1964 года, также известен как «Зенит-2 № 19». Двадцать девятый аппарат из серии «Космос», предназначался для разведки и фоторазведки.
Для запуска спутника в космос использовалась ракета-носитель 8А92 «Восток-2». Запуск произошёл 25 апреля 1964 года в 10:19 GMT с космодрома «Байконур», с пусковой установки 17П32-5 стартовой площадки 1, также известной как «Гагаринский старт».
Космос-29 был помещен в низкую околоземную орбиту с перигеем в 204 километра, апогеем в 309 километров, с углом наклона плоскости орбиты к плоскости экватора Земли в 65,07 градуса, и орбитальным периодом в 89,52 минуты. Он провел 9 дней на орбите, выполняя миссию, после чего 2 мая покинул орбиту и выполнил посадку на территорию СССР с помощью спускаемого аппарата.